# Jurij Sjarov
Jurij Dmitrijevitj Sjarov (ryska: Юрий Дмитриевич Шаров), född 22 april 1939 i Saratov, död 12 december 2021 i Saratov, var en rysk fäktare som tävlade för Sovjetunionen.
Sjarov blev olympisk guldmedaljör i florett vid sommarspelen 1964 i Tokyo.